# Euroscaptor longirostris
Euroscaptor longirostris is een zoogdier uit de familie van de mollen (Talpidae). De wetenschappelijke naam van de soort werd voor het eerst geldig gepubliceerd door Milne-Edwards in 1870.

## Voorkomen
De soort komt voor in het zuiden van China.